# Ludvig den fromme

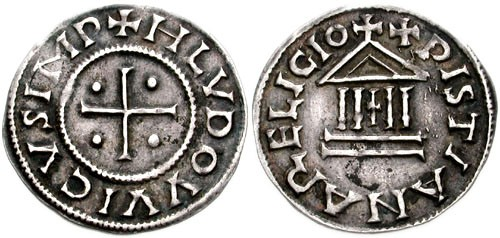
Denariusmynt.

Ludvig den fromme (franska: Louis le pieux) eller ibland Ludvig den älskvärde (franska: Louis le débonnaire), född 16 april 778, död 20 juni 840, var frankisk kung, tysk-romersk kejsare 813–840. Han var tredje son till Karl den store och Hildegard av Bayern.

## Tidig regering
Endast tre år gammal, år 781, blev Ludvig smord till konung av Aquitanien av påven Hadrianus i Rom. Då hans båda äldre bröder, Karl och Pippin, dog före fadern, antogs Ludvig på en herredag i Aachen hösten 813 till faderns medkejsare och blev vid Karl den stores död den 28 januari 814 ensam härskare över hela riket. Ludvigs första omsorg blev att reformera det kejserliga hovet i Aachen, där det hade blivit oroligt under hans faders regering. Därjämte utsände han i enlighet med ett herredagsbeslut i Aachen 817 över hela riket så kallad missi dominici för att avskaffa en mängd missbruk i förvaltningen, som insmugit sig under faderns sista regeringsår. Sin förnämsta omsorg ägnade dock Ludvig åt kyrko- och klosterväsendet; i början av hans regering hade hans kansler Helisachar (till 819) och den ryktbare klosterreformatorn abboten Benedikt av Aniane (död 821) ett övervägande inflytande.
Ludvig hade, då han av fadern antogs till medkejsare, själv satt kejsarekronan på sitt huvud, men 816 förnyades kröningsceremonien, i Reims, av påven Stefan IV. På den nyssnämnda herredagen i Aachen år 817 korades Ludvigs äldste son, Lothar, till kejsare och
"bestämdes därmed till faderns efterträdare i överherrskapet över hela riket, medan Ludvigs bägge yngre söner Pippin och Ludvig skulle styra som lydkonungar, den förre Aquitanien, den senare Bayern. Ludvigs brorson, Bernhard, som av Karl den store satts till lydkonung över Italien (det langobardiska riket), nämndes ej vid riksdelningen och började därför rusta sig till uppror. Men av Ludvigs gemål, Irmengard, lät han dock övertala sig att infinna sig hos Ludvig för att utverka sig nåd för sitt tilltag. Tvärt emot försäkran blev han då gripen, dömd till döden och på Irmengards anstiftan bländad (818), då Ludvig inte kunde förmås att ge befallning om domens verkställighet.
Bernhard dog dock genom följderna av denna grymhet. Misstroende även sina halvbröder, Karl den stores oäkta söner Drogo och Hugo, lät kung Ludvig sätta dem i kloster. Sedan Irmengard avlidit 818 och Ludvig 819 ingått äktenskap med Judit, en dotter till den bayerske greven Welf, började han snart ångra sina förföljelser. Han försonades med Drogo och Hugo, varav den senare blev kejsarens kansler (834). På herredagen i Attigny (augusti 822) betygade Ludvig sin ånger genom att göra offentlig kyrkobot, men därigenom skadade han sitt kejserliga anseende då han ansågs ha röjt sin oförmåga att styra ett vidsträckt rike, uppfyllt av mäktiga stormän och omgivet av fiender.
I Spanska mark måste man städse vara på sin vakt mot saracener, morer och basker. Vid de östra gränserna från Östersjön till Adriatiska havet hade man ständiga strider att kämpa med de slaviska folken. Tronstrider i Danmark gav på 820-talet anledning till frankisk inblandning i detta lands angelägenheter, varvid kejsaren väl även leddes av önskan att utbreda kristendomen. De olyckliga strider, som kort därpå utbröt mellan Ludvig och hans söner, var i hög grad ägnade att minska rikets anseende och inflytande hos dess grannar och bidrog antagligen i sin mån till vikingaattacker från Skandinavien.
Ludvig främjade missionen (Ansgar) i Norden. När kejsar Ludvig under riksdagen i Worms år 829 besöktes av två sändebud från svearike, som menade att det var flera i deras hemland som ville övergå till den kristna tron, utsåg han Ansgar att sprida tron.

## Inre stridigheter
Anledningen till oenigheten inom kejsarhuset var följande: År 823 födde Judit en son Karl och lyckades lätt övertala sin gemål att anvisa även Karl någon del av riket. För att vinna Lothar för planen antog han honom 825 till medregent, och på herredagen i Worms 829 tilldelade han Karl Alemannien (Schwaben) med Elsass och en del av Burgund. Men denna handling av "rättvisa" väckte missnöje hos såväl Lothar som Pippin och Ludvig. Därtill kom förbittringen hos en mängd andliga och världsliga stormän över den till riksskattmästare utnämnde greve Bernhards av Septimanien (Languedoc) inflytande, och de mest kränkande, men sannolikt fullkomligt ogrundade rykten, utspriddes om kejsarinnans förhållande till denne man.
Emedan Lothar motsatte sig den i Worms anordnade nya riksdelningen, upphörde hans medregentskap, och han avlägsnades till Italien. I sin harm kastade han sig in i upproriska stämplingar. På hans anstiftan samlade sig en mängd missnöjda stormän i Paris och trädde i förrädisk förbindelse med honom och med Pippin i Aquitanien. Och då den senare i spetsen för en här anlände till Verbérie vid Oise, förenade de sig med honom. Vid underrättelsen därom skyndade kejsar Ludvig, som var stadd på härnadståg mot Bretagne, till Compiégne. Hans gemål, som på hans inrådan sökte en tillflykt i S:t Marias kloster i Leon, tvingades av de upproriska att själv ta doket och ädligen lova att övertala sin gemål att bli munk. Bernhard lyckades undkomma till Aquitanien. Sedan Lothar anlänt till Frankrike, hölls en herredag i Compiégne, på vilken kejsar Ludvig förödmjukade sig ända därhän att han i ett sannolikt av de andliga författat, salvelsefullt tal ångerfullt erkände sina fel och formligen gillade de upproriskas tilltag samt benådade sin gemål till livet med villkor att hon allt framgent behöll nunnedoket.
Lothar återinträdde i sitt förra medregentskap, eller rättare tog helt och hållet regeringstyglarna i sina händer. Den gamle kejsaren hölls under uppsikt och omgavs med munkar som hade i uppdrag att söka övertala honom att gå i kloster. Men Lothars och hans anhangs dåliga styrelse framkallade inom kort ett omslag i den allmänna meningen. Till och med de munkar, som fått i uppdrag att förmå kejsaren att gå i kloster började fatta medlidande med honom, erbjöd sig att återförskaffa honom hans förra myndighet och drog genom förespeglingar om landutvidgningar Pippin och Ludvig på faderns sida. På herredagen i Nijmegen (hösten 830) hade kejsar Ludvigs anhängare övervikten, och Lothar emottog den förlikning vartill fadern inbjöd honom. Hans namn förekommer ej längre vid sidan av faderns i de kejserliga urkunderna - ett bevis på att han ej längre ansågs som faderns medregent. Judit hämtades med tillbörlig ära från S:t Radegundas kloster, där hon genom sin oförvitliga vandel och sina andaktsövningar vunnit nunnornas aktning. Upprorets ledare bland stormännen fängslades och dömdes på en herredag i Aachen (februari 831) förlustiga liv, ära och gods. Men med en otidig mildhet, som han snart fick giltig anledning att ångra, gav kejsaren dem nåd och utfärdade ej långt därefter allmän amnesti.

## Riksdelning
På sistnämnde herredag anordnade kejsar Ludvig antagligen den nya riksdelning, i kraft varav hans söner Pippin, Ludvig och Karl erhöll betydliga tillökningar i sina områden. Dessa områden skulle även gå i arv till deras söner, men om någondera dog utan att efterlämna son, skulle hans riksdel ärvas av de båda andra bröderna. Slutligen innehöll detta delningsfördrag ett - med kännedom om kejsarens förkärlek för sin yngste son - för Pippin och Ludvig ganska betänkligt stadgande, då kejsaren förbehöll sig rätten att befordra den av sönerna som behagade honom "till kunglig värdighet och herradöme även över den broders riksdel, som icke beflitat sig om att behaga honom". Lothar omnämnes inte i detta fördrag, men förblev i besittning av Italien. Pippin tyckes snart ha fattat ny ovilja mot fadern och genom sitt trotsiga uppförande ådragit sig hans missnöje. Han misstänktes för att stå i förrädiska förbindelser med markgreve Bernhard, som ej dolt sitt missnöje över att han efter lyckans vändning till kejsarens förmån inte återkommit till sitt forna inflytande vid hovet. Pippin rönte ett kallt mottagande vid kejserliga hovet i Aachen, där han till och med hölls internerad. Men en natt (den 26 december 831) avvek han nämligen och återvände till Aquitanien. Kort därefter grep kejsarens son Ludvig, eggad av stormännen, oförmodat till vapen mot fadern. Han ryckte från Bayern i april 832 fram ända till Worms, men då fadern med en frankisk-saxisk här drog honom till mötes från Mains, vågade sonen inte fortsätta anfallet, utan drog sig hastigt tillbaka till Bayern, förföljd av sin fader. På herredagen i Augsburg (maj 832) kastade han sig ångerfull till faderns fötter och erhöll förlåtelse. Sannolikt blev han nu även inskränkt till sin ursprungliga besittning Bayern. Sedan på hösten samma år en herredag i Orleans uttalat sig mot Pippin, bröt fadern upp med sin här till Aquitanien för att tukta även denne uppstudsige son. Nu kröp Pippin i sin ordning till korset, på herredagen i Joac i Limousin (oktober), och Bernhard, som erbjöd sig att med envig bevisa sin oskuld, fick nåd, men miste Septimanien. Pippin sändes med hustru och barn till Trier "för att bättra sitt utsvävande leverne", men han lyckades under vägen att fly, och han rustade sig i Aquitanien till öppet uppror mot fadern, vilken redan hemförlovat sin här. Kejsaren samlade på nytt sin armé och bröt åter in i Aquitanien. Den sena årstiden lade emellertid hinder i vägen för härens operationer och nödgade kejsaren till ett ytterst besvärligt återtåg, varunder den förföljande fienden tillfogade hans här kännbara förluster.

## Uppror
Det misslyckade fälttåget blev signalen till ett gemensamt uppror av bröderna Lothar, Pippin och Ludvig. Även påven Gregorius IV slöt sig, "för kyrkans återupprättelse och rikets räddning", till den upproriske Lothars här, som trängde genom alppassen och tågade till Elsass. På Rothenfeld, sedermera kalladt Lögnfältet (Lat. Campus mentitus 1. mendacii), i grannskapet av Kolmar, förenade Lothar sig med Pippin och Ludvig och de härar som de medförde. En mängd stormän slöt sig till de upproriska. Under tiden samlade Ludvig sin här i Worms, och till honom slöt sig många frankiska biskopar, som genom löfte och handslag förbundit sig inbördes att framhärda i sin trohet mot kejsaren och kraftigt tillbakavisade påvens inblandning i frankiska rikets och kyrkans angelägenheter. Kejsaren tågade emellertid till Rothenfeld, där han slog läger mitt emot sina upproriska söner. Genom skenheliga förespeglingar lockades där de till Ludvig dittills tillgivna biskoparna att överge honom, och natten mellan den 28 och 29 juni 833
strömmade en stor del av hans här till motpartiets läger. Kejsaren överlämnade sig nu på nåd och onåd åt sina upproriska söner. Dessa lät föra kejsarinnan Judit till Tortona, hennes son Karl inspärrades i klostret Priim (nordväst om Trier), och kejsaren dömdes på en kyrko- och riksförsamling i Compiégne (oktober 833) till botgöring på livstid samt måste i S:t Medards klosterkyrka på ett förödmjukande sätt själv lova att "till sina synders försoning" framgent leva en botgörares liv. Lothar trädde ännu en gång ensam i spetsen för regeringen. Han förde fadern med sig till Aachen, bevakade honom som en fånge och lät sina män förmana honom att viga sig till munk.
Lothars ovärdiga förfarande mot fadern stämde snart opinionen för den senare, och brödernas avund eller svikna förhoppningar tände krig på nytt; Ludvig i Tyskland gav signalen. Pippin drog med en här över Loîre, och burgunderna eggades av markgreve Bernhard att gripa till vapen. Uppskrämd av allt detta lösgav Lothar sin fader och lämnade Aachen. Kejsaren, av några biskopar formligen löst från sitt botgörarelöfte (den l mars 834), rustade till krig, och hans folk förenade sig med sönerna Ludvigs och Pippins härar. Lothar, förtvinande om framgång mot denna samlade styrka som förföljde honom, kastade sig vid Blois ned för faderns fötter, erhöll ånyo hans förlåtelse och fick till och med behålla konungariket Italien. På en allmän kyrko- och riksförsamling i Attigny (februari 835) upphävdes sedermera besluten om kejsarens ständiga botgöring. En ny riksdelning (på herredagen i Aachen, oktober 837) till förmån för Karl, varigenom denne erhöll åtskilliga områden som förut tilldelats Ludvig, drev denne 838 till nytt uppror. Men det gick som 832: Ludvig ryckte fram mot Frankfurt, men måste sedan retirera och så, i Bodoma vid Bodensjön, vid faderns fötter söka tillgift, vilken han också fick. Med anledning av Ludvig den tyskes uppror och Pippins i Aquitanien död (den 13 december 838) avtalade kejsaren med Lothar en ny delning av riket (i Worms i juni 839), enligt vilken Ludvig inskränktes till Bayern och allt det övriga delades mellan Lothar och Karl. Men att konung Pippins i Aquitanien son därvid förbigicks framkallade ett uppror till hans förmån i nämnda land. På hösten tågade kejsaren dit, men nödgades av den sena årstiden att vända om vid Turenne och firade julen i Poitiers, där den oväntade underrättelsen träffade honom att hans så nyss benådade son Ludvig på nytt gjort uppror. I mars 840 ryckte kejsaren från Aachen mot sin son, som genom Thüringen, sorbernas land och Böhmen drog sig undan till Bayern.

## Död
I Salzburg, vid frankiska Saale, insjuknade kejsaren, fördes därifrån på ett fartyg till Frankfurt am Main, och så vidare ut till en holme i Rhen (nära Ingelheim), där han den 20 juni 840 avled.
Över hans knappt igenmyllade grav utbröt mellan hans söner de ödesdigra strider som ledde till det karolingiska rikets delning genom fördraget i Verdun 843. De ovan skildrade striderna under Ludvig den frommes regering är av epokgörande världshistorisk betydelse, dels eftersom de förberedde danandet av tre av Europas viktigaste stater (Frankrike, Tyskland och Italien), dels eftersom de bidrog till karolingiska författningens upplösning och feodalismens uppkomst.

## Familj
Ludvig den fromme gifte sig första gången med Ermengard av Hesbaye (778 - 3 oktober 818)
och andra gången med Judith av Bayern av huset Welf (död 843). Med älskarinnan Theodelinde av Sens hade han dessutom dottern Alpais och sonen Arnulf av Sens.

### Barn i det första äktenskapet
1. Lothar I (795 – 29 september 855), kung av Bayern 815–817, Tysk-romersk kejsare 817–855
2. Pippin av Akvitanien (ca 797–838), kung av Akvitanien 817–829
3. Adelaide, född ca 799
4. Rotrud (född ca 800), gift med Gerard av Auvergne
5. Hildegard (född ca 802), gift med Gerard av Auvergne, som änka abbedissa i Laon i norra Frankrike
6. Ludvig den tyske (805[12] – 28 augusti 876), kung av Östfrankiska riket 817–876

### Barn i det andra äktenskapet
1. Gisele, prinsessa av Frankerriket, född 821
2. Karl den skallige (15/5 823 - 6/10 877)